# Beobachtung zweiter Ordnung
Unter einer Beobachtung zweiter Ordnung wird in der Kybernetik zweiter Ordnung die Beobachtung von Beobachtung verstanden.
Genau genommen ist jedes Lesen von Texten oder Betrachten von Bildern „Beobachtung zweiter Ordnung“: Man beobachtet die Aufzeichnungen eines Autors, Malers oder Fotografen, der damit seine eigenen Beobachtungen fixiert hat. Der Soziologe Niklas Luhmann verwendet diesen Begriff, um moderne Phänomene wie institutionelle Sicherheit oder die Glaubwürdigkeit von Informationen zu erklären. Durch die Zunahme der Aufzeichnungen im täglichen Leben seit der Neuzeit werden Beobachtungen erster Ordnung abgelöst und ergänzt von Beobachtungen zweiter Ordnung. Das Unvermittelte wird ersetzt durch das Vermittelte, dem man eher vertraut als den eigenen Sinnen.
Beobachtung zweiter Ordnung macht den „blinden Fleck“ sichtbar, also das, was in der gewählten Beobachterperspektive nicht wahrgenommen werden kann oder soll (vgl. Selektive Wahrnehmung): Der Beobachter kann nicht sein eigenes Beobachten beobachten. Beobachtung zweiter Ordnung macht wenigstens die Gegebenheiten und Beschränkungen der vorausgehenden Beobachtungen sichtbar.

## Beispiele
Beobachtung zweiter Ordnung setzt Treue der vorausgehenden und Vertrauen der nachfolgenden Beobachter voraus. Dies wird dadurch begünstigt, dass sie in einer größeren Öffentlichkeit geschieht als die Beobachtung erster Ordnung:
- Man nimmt Münzen bei ihrem aufgeprägten Nennwert, statt sie jedes Mal auf die Waage zu legen, um ihren Wert zu bestimmen (Metallismus).
- Man hält die Unterschrift unter einen Vertrag für wirklicher als die gegenwärtigen Aussagen des Unterzeichners.

## Vom Was zum Wie
Der Übergang von der Beobachtung erster Ordnung zur Beobachtung zweiter Ordnung ist nach Luhmanns Darstellung ein Wechsel vom Was-Fragen zum Wie-Fragen. Also nicht: „Was hat der Krieg bewirkt?“ – „Er hat Menschenleben gefordert“, sondern: „Wie hat der Krieg das bewirkt?“ – „Er ist auf diese und jene Weise verlaufen.“
Ein solcher Distanzgewinn ist mit jeder Verwissenschaftlichung verbunden. Die politische, soziale, emotionale Neutralisierung des Beobachteten soll eine Gemeinschaft als Wechselwirkung zwischen den Beobachtern schaffen.